# Arícia
Arícia (em italiano: Ariccia; em latim: Aricia) é uma comuna italiana da região do Lácio, província de Roma, com cerca de 17.283 habitantes. Estende-se por uma área de 18 km², tendo uma densidade populacional de 960 hab/km². Faz fronteira com Albano Laziale, Aprília (LT), Ardea, Genzano di Roma, Lanúvio, Nemi, Rocca di Papa.

## História
A família da mãe do imperador Augusto era natural de Arícia: sua mãe  e seu avô materno, Marco Átio Balbo, nasceram nesta cidade, e diziam (como forma de depreciar seus ancestrais) que seu avô tinha uma padaria na cidade.

## Demografia
| Variação demográfica do município entre 1861 e 2011                               |
|                                                                                   |
| Fonte: Istituto Nazionale di Statistica (ISTAT) - Elaboração gráfica da Wikipedia |